# پروتوفمینیسم
پروتوفمینیسم (به انگلیسی: Protofeminism) یا نیا-فمینیسم مفهومی از فمینیسم در دوره‌هایی است که به مفهوم امروزه هنوز ناشناخته بود، و به دوران قبل از قرن بیستم اشاره دارد. پروتوفمینیسم را می‌توان به‌عنوان شکلی از فمینیسم قبل از تعریف این اصطلاح در قرن بیستم در نظر گرفت. پروتوفمینیسم اولیه قصد داشت نابرابری‌هایی را که زنان در جامعه بر اساس جنسیتشان با آن مواجه هستند، برجسته کند. تقسیم‌بندی زمانی و کاربرد دقیق آن مورد مناقشه است؛ زیرا فمینیسم قرن ۱۸ و قرن ۱۹ نیز گاهی در «فمینیسم مدرن» قرار می‌گیرند. سودمندی اصطلاح پروتوفمینیست از سوی برخی از محققان مدرن مورد تردید قرار گرفته است، همان‌طور که اصطلاح پست‌فمینیسم مورد تردید قرار گرفته است.
رویکرد فمینیستی یا همان زنانه‌گرایی در فکر غرب، ابتدا از گرایشی اجتماعی برای از بین بردن تبعیض‌های حاکم بر جامعه، ریشه‌کنی نظام‌های سلطه بر زنان و به‌دست آوردن جایگاهی برابر و در برخی زمینه‌ها، حتی بالاتر از مردان، آغاز شد. اما به تدریج، با تکیه بر عنصر «تغییر در وضع موجود»، که زاییده نگاه مردسالارانه به مسائل بود، جای خود را در دیگر زمینه‌های علوم باز کرد. فمینیست‌ها دریافتند برای این‌که بتوانند به آرمان‌های خود دست یابند، باید ایجاد تغییر را در عمیق‌ترین سطح نظام‌های مردسالار نشانه بگیرند و مطالبات خود را از محدوده اجتماعی فراتر ببرند و به عناصری که سبب پدید آمدن چنین نگاهی در جوامع گردیده است، بپردازند. از این‌رو، به بازبینی در فلسفه و معرفت‌شناسی، که مدعی بودند برآمده از منظر مردانه است، روی آوردند. اما پیش‌تر، برای رسیدن به چنین درکی نیاز بود که جریان‌ها و فعالیت‌های تاریخی‌ای شکل گرفته باشد.
اگرچه فمینیسم به عنوان یک نهضت، کم‌تر از دو قرن است که در صحنه اجتماع بشری ظاهر شده است، ولی دفاع از حقوق زنان و جنبش‌های مربوط به آن، دارای سابقه‌ای دیرینه است. تلقی انسان درجه دوم از زنان، یکی از عوامل مهم ظهور این جنبش‌ها محسوب می‌شود. در این سنت فکری، بحث بر این موضوع متمرکز بوده که آیا زن انسان است؟ آیا زن در وهم و خیال خدا شکل گرفته است؟ آیا زن مخلوق کامل خدا یا نسخه ناقص مرد است؟ آیا مرد و زن مساوی‌اند؟ همه این مباحث، با توجه به مقامات سنتی، کتاب مقدس و پدران کلیسا صورت گرفت و از قرون وسطی تا رنسانس ادامه داشت.
حقوق زنان که اشاره به آزادی و حق زن در همه سنین دارد، در پی نادیده گرفته شدن در تاریخ گسترش یافته و در جوامع رواج داشته است. ممکن است این حقوق در یک جامعه توسط قانون یا رسوم سنتی یا اخلاقی به رسمیت شناخته شوند یا نشوند. دلیل گروه‌بندی خاص این حقوق تحت عنوان حقوق زنان و جدا کردن آن از حقوق فراگیرتری مثل حقوق بشر این است که بنا بر فرضیه‌ها، این حقوق در بدو زاده شدن برای تمام بشر به رسمیت شناخته می‌شوند، اما مدافعان حقوق زنان نشان داده‌اند که به دلایل تاریخی و فرهنگی، زنان و دختران بیش از مردان از این حقوق محروم بوده‌اند.
جودی داممن-متیوز در مقاله خود پروتو فمینیسم در متون جهانی باستان در «پایان‌نامه‌های افتخارات جهانی» دانشگاه واشینگتن، با کنار هم قرار دادن تعاریف در متون باستانی، فمینیسم اولیه را این‌گونه تعریف کرده است: رفتارها، فعالیت‌ها یا نگرش‌هایی در زنان که تحت تأثیر ابراز موجودیت و تغییری که انجام شد، برابری جنسیتی را ترویج کرد؛ که همچنین شامل نمایندگی و حمایت جوامع از زنان، در ارزش و رفتار برابر با آن‌ها بود. این متون داستان‌هایی را در چارچوب یک هنجار فرهنگی سلسله‌مراتبی ارزشی روایت می‌کنند که قدرت و توانایی قهرمانان داستان و پیام یا هدفی را که قصد داشتند پررنگ کنند را منتقل می‌کند. جودی داممن-متیوز در مقاله خود استدلال می‌کند که در این متون باستانی پیش‌بینی شده است که زنان در آینده این ویژگی‌ها را نشان خواهند داد، و این افسانه را از بین خواهد برد که چون از جنس مؤنث بودند، فاقد ویژگی‌های نام‌برده‌شده در بالا بوده‌اند، یا در نظر مردان ارزش کم‌تری دارند، و این اشتباه است که آن فعالیت‌ها را قبل از به‌وجود آمدن فمینیسم به‌عنوان فمینیسم تعریف کنیم. می‌توان برخی ویژگی‌های فمینیستی اولیه را شناسایی کرد تا به تصور و درک ما از زنان در داشتن قدرت و برابری بیش‌تر در فرهنگ‌های باستانی کمک کند.

## تاریخچه

### یونان و روم باستان
به گفتهٔ الین هافمن باروخ، افلاطون «برای برابری سیاسی و جنسی زنان دلایلی داشت و مدافع عضویت زنان در بالاترین طبقه [در کنار فرمانروایان و جنگجویان] بود». کتاب پنجم جمهور افلاطون به نقش زنان می‌پردازد:
آیا سگ‌ها به دو دسته «He/Aftós» و «She/aftí» تقسیم می‌شوند؟ یا هر دو جنس در شکار و نگهبانی و سایر وظایف سگ‌ها به یک اندازه سهیم هستند؟ [آیا] مراقبت کامل و دربست از گله را به نرها واگذار می‌کنیم، درحالی‌که ماده‌ها را در خانه رها می‌کنیم، با این تصور که مراقبت و شیر دادن توله‌ها برای آن‌ها کافی است؟— الین هافمن باروخ، زنان در آرمان‌شهرهای مردانه
افلاطون در جمهور بیان می‌کند که زنان در دولت ایده‌آل او باید در کنار مردان کار کنند، مانند آن‌ها آموزش ببینند و در تمام جنبه‌های دولت به‌طور مساوی سهیم باشند. تنها استثناء شامل زنانی بود که در ظرفیت‌هایی کار می‌کردند که به قدرت بدنی کم‌تری نیاز داشت.
در قرن اول پس از میلاد، فیلسوف رواقی رومی، گایوس مایسیناس در یکی از ۲۱ گفتار خود با عنوان «زنان نیز باید فلسفه بخوانند»، که در آن برای آموزش برابر برای زنان در فلسفه استدلال‌هایی می‌آورد، عنوان کرد: «اگر از من بپرسید چه چیزی باعث شد که به آموزش برابر زنان اعتقاد داشته باشم، پاسخ خواهم داد، همان‌طور که هیچ مردی بدون فلسفه آموزش درستی نمی‌بیند، هیچ زنی نیز چنین نخواهد بود. علاوه بر این، نه تنها مردان، بلکه زنان نیز به فضیلت و توانایی کسب آن تمایل فطری دارند، و این طبیعت زنان است که کم‌تر از مردان از اعمال نیک و عادلانه خشنود شوند و خلاف آن را رد کنند! اگر این درست باشد، چه دلیلی باید برای مردان آورد که تحقیق کنند و یاد بگیرند که چگونه می‌توانند زندگی خوبی داشته باشند؟ [این] دقیقاً مطالعهٔ فلسفه است اما [چرا اگر همین را] زنان [انجام دهند]، نامناسب است؟»

### بین‌النهرین
زنان در سومر باستان می‌توانستند دارایی‌هایی داشته باشند، و آن‌ها را بخرند و بفروشند و به ارث ببرند. آن‌ها می‌توانستند به کار تجارت بپردازند، و در دادگاه به عنوان شاهد شهادت دهند. با این وجود، شوهرانشان می‌توانستند آن‌ها را به‌دلیل اشتباه‌های کوچک طلاق دهند، و شوهر مطلقه می‌توانست به راحتی با زن دیگری ازدواج کند، مشروط بر این‌که از همسر اولش فرزندی نداشته باشد. خدایان زن، مانند اینانا پرستش می‌شدند. شاعر اکدی انهدوآنا، کاهن اینانا و دختر سارگون، اولین شاعر شناخته‌شده است. قوانین بابلی قدیم به شوهر اجازه می‌داد تحت هر شرایطی بتوان زن را طلاق داد، اما انجام این کار مرد را ملزم می‌کرد که تمام دارایی زن را برگرداند و گاه جریمه‌ای به او بپردازد.

### جهان اسلام
درحالی‌که در دوره پیشامدرن هیچ جنبش رسمی فمینیستی در کشورهای اسلامی وجود نداشت، تعدادی از شخصیت‌های مهم در مورد حقوق و استقلال زنان صحبت کردند. عارف و فیلسوف قرون وسطی ابن عربی عنوان کرد که مردان در برگزیده شدن به‌عنوان پیامبر، بر زنان ترجیح داده می‌شدند، درحالی‌که زنان نیز به اندازه مردان قادر به ولایت دیگران هستند.
در قرن دوازدهم، دانشمند اهل سنت ابن عساکر نوشت که زنان می‌توانند برای انتقال متون دینی مانند احادیث، تحصیل کنند و اجازه بگیرند. این امر، به‌ویژه در مورد دانشمندانی که می‌خواستند پسران و دختران و خانواده‌شان از بالاترین سطح آموزش ممکن برخوردار باشند، صادق بود. اما برخی از آن‌ها این عمل را قبول نداشتند، مانند محمد بن الحاج (متوفی ۱۳۳۶) که از زنانی که با صدای بلند صحبت می‌کردند و هنگام گوش دادن به تلاوت کتب، نقاطی از بدن خود را در حضور مردان آشکار می‌کردند، به خوف درآمد.
در قرن دوازدهم، فیلسوف و قاضی اسلام ابن رشد، با بیان دیدگاه افلاطون در جمهور، در مورد برابری جنسی، به این نتیجه رسید که درست است که مردان قوی‌تر هستند، اما زنان هم می‌توانند وظایفی مشابه مردان را انجام دهند. او در بداعت المجتهد عنوان کرده که این وظایف می‌تواند شامل شرکت در جنگ نیز باشد، و از این که نقش زنان در جامعه او - به‌طور معمول - به مادر و همسر بودن محدود می‌شد ابراز نارضایتی کرد. گفته می‌شود که در دوران فتوحات مسلمانان چند زن در جنگ‌هایی شرکت کرده یا کمک کرده‌اند، از جمله ام‌عماره و عایشه.

### اروپای مسیحی قرون وسطی
در اروپای مسیحی قرون وسطی، دیدگاه غالب این بود که زنان از نظر فکری و اخلاقی ضعیف‌تر از مردان هستند، زیرا به گناه حوا که در سنت کتاب مقدس توصیف شده آلوده شده بودند. این برای توجیه بسیاری از محدودیت‌های اعمال‌شده برای زنان، مانند عدم اجازه برای داشتن دارایی، یا الزام به اطاعت از پدر یا شوهر، در هر زمان استفاده می‌شد. این دیدگاه و محدودیت‌های ناشی از آن حتی در قرون وسطی نیز مورد مناقشه بود. فمینیست‌های اولیه اروپای قرون وسطی که به‌دلیل نقششان در توسعه فمینیسم شناخته شده‌اند عبارتند از: مری دو فرنس، الینور، دوشس آکیتن، بتیسیا گوزادینی، نیکولا د لاهای، کریستین دو پیزان، یادویگا و لورا سرتا.

#### زنان در شورش دهقانان
شورش دهقانان انگلیسی شورشی علیه نظام ارباب‌رعیتی در سال ۱۳۸۱ میلادی بود که زنان بسیاری در آن نقش داشتند. در ۱۴ ژوئن ۱۳۸۱، در جریان این شورش لرد صدراعظم و اسقف اعظم کانتربری، سیمون سادبری، از برج لندن بیرون کشیده شد و سر بریده شد. رهبر این انقلاب، یوهانا فرور بود، که در مقابله با مالیات‌های خشن سادبری دستور این شورش را داد. او همچنین دستور بریدن سر لرد خزانه‌دار عالی، سر رابرت هیلز را نیز صادر کرد. فرور علاوه بر رهبری این شورشیان، کاخ ساوی را به آتش کشید و صندوق طلای یک دوک را به سرقت برد. جان کاوندیش، رئیس دادگاه، توسط کاترین گامن، یکی دیگر از رهبران زن، سر بریده شد.
سیلویا فدریچی، دانشیار زبان انگلیسی در کالج بیتس عنوان می‌کند که علاوه بر این [یک نمونه] شورش، زنان تمایل شدیدی برای شرکت در شورش‌ها را داشتند. آن‌ها تمام کارهایی را که مردان انجام می‌دادند را انجام دادند: در شورش علیه دولت، به اندازه مردان خشن بودند. فرور تنها رهبر زن شورش نبود؛ بلکه دیگران نیز همکاری کردند؛ بعدها یک زن به‌خاطر تشویق به حمله به زندانی در میدستون در کنت متهم شد، و زن دیگری مسئول سرقت بسیاری از عمارت‌ها بود. اگرچه رهبران زن زیادی در شورش دهقانان وجود نداشت، اما تعداد زیادی، از جمله ۷۰ نفر در سافولک در میان جمعیت بودند. اعمال خشونت‌آمیز آن‌ها نشان‌دهنده نفرت فزاینده‌شان از دولت بود.

#### هروتسویتا
هروتسویتا (به انگلیسی: Hrotsvitha)، یک سکولار آلمانی بود که در حدود سال ۹۳۵ به‌دنیا آمد و در حدود سال ۹۷۳ درگذشت. آثار او هنوز هم مهم تلقی می‌شوند، زیرا او اولین نویسنده زن از سرزمین‌های آلمان، اولین مورخ زن، و اولین شخص از دوران باستان بود که درام‌هایی در غرب لاتین نوشت.
هروتسویتا از زمان کشف در دهه ۱۶۰۰ توسط کنراد سلتیس، از سوی فمینیست‌ها به منبع مورد علاقه‌ای برای مطالعه تبدیل شده است، و از آن زمان آثارش در زمینه‌های فمینیستی قرار گرفته است. برخی عنوان می‌کنند هروتسویتا یک فمینیست نبوده است اما برای تاریخ فمینیسم شخصیت مهمی به‌شمار می‌رود.

### رنسانس اروپا

#### محدودیت برای زنان

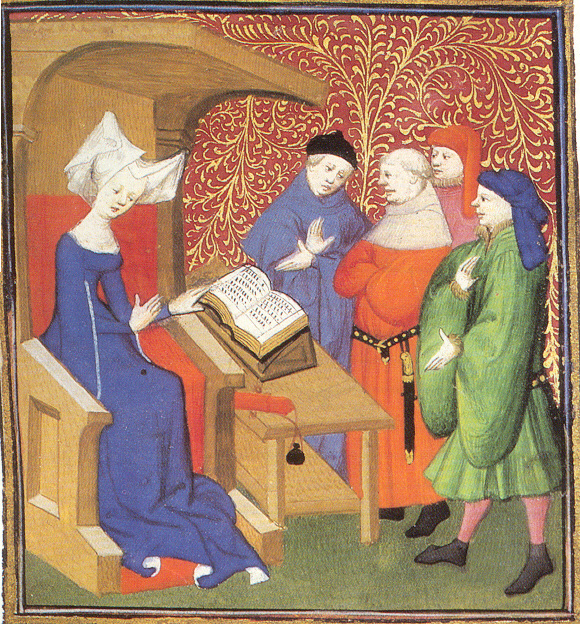
کریستین دو پیزان در حال سخن‌رانی برای گروهی از مردان.

در آغاز رنسانس، تنها نقش و ارزش اجتماعی زنان تولید مثل بود.
این نقش جنسیتی هویت و هدف اصلی زن را در زندگی مشخص می‌کرد. سقراط که یکی از نمونه‌های معروف عشق به خرد نزد اومانیستهای رنسانس است، می‌گوید که او همسر اولش زنتیپی را تحمل می‌کرد زیرا برای او پسرانی به‌دنیا می‌آورد؛ همان‌طور که یکی از غازهایش به‌دلیل تولید تخم‌ها و جوجه‌ها، سر و صدای غازهای دیگر را تحمل می‌کرد. این قیاس، این ادعا را تداوم بخشید که تنها نقش زن تولید مثل است.
در رنسانس، یک زن با ازدواج تعریف می‌شد: زن کسی بود که با او ازدواج می‌کردند و قبل از ازدواج دارایی پدرش به‌شمار می‌رفت. هر زنی حقوقی هم داشت، که کمی فراتر از امتیازاتی بود که از سوی شوهر یا پدر به او اعطا شده بود؛ از او انتظار می‌رفت که پاک‌دامن، مطیع، خوشایند، ملایم، مطیع، و جز در مواردی، ساکت باشد. در نمایش‌نامه ویلیام شکسپیر به‌نام رام کردن زن سرکش (۱۵۹۳)، کاترینا برخلاف خواهر مهربانش بیانکا، به‌دلیل طبیعت سرسخت و صریح خود غیرقابل ازدواج دیده می‌شود. او به‌عنوان یک زن زیرک سرکش دیده می‌شود که برای تسلیم شدن نیاز به رام شدن دارد. هنگامی که رام شد، وقتی پتروشیو او را فراخواند، به‌راحتی با او درآمیخت. این کار او مورد تحسین قرار می‌گیرد. او دیگر به‌عنوان یک زن مناسب پذیرفته شده است، و اکنون «با سایر تیپ‌های خانواده سازگار است.»
بنابراین جای تعجب ندارد که بدانیم بیش‌تر زنان در آن زمان به‌سختی تحصیل کرده‌اند. نویسنده و تاریخ‌نگار اومانیست لئوناردو برونی در نامه‌ای به بانو باپتیستا مالتستا از مونتفلترو در سال ۱۴۲۴ نوشت: «در دورانی که شما در آن زندگی می‌کنید فراگیری دانش تحلیل رفته است، و دیدن یک مرد جویای دانش معجزه تلقی می‌شود، چه رسد به یک زن». خود برونی فکر می‌کرد که زنان نیازی به آموزش ندارند، زیرا در انجمن‌های اجتماعی که چنین گفتمانی نیاز دارد، شرکت نمی‌کردند. در همان نامه‌ای که نوشت آمده است:
چرا باید ظرافت‌های… هزار… سخن بلاغی پیچیده، قدرت زنی را که هرگز محکمه‌ای را ندیده است مصروف خود کند؟ مشاجره‌های محاکم، مانند مسابقات جنگ و نبرد، حوزه مردان است. وظیفه او این نیست که بیاموزد، که به نفع یا علیه شاهدان، موافق و مخالف شکنجه، له و علیه اعتبار کسی صحبت کند… او در یک‌کلام، زمختی و بی‌نظمی محکمه‌ها را به‌طور کامل به مردان واگذار خواهد کرد.»— لئوناردو برونی

#### ادبیات جادوگری
با انتشار پتک جادوگران، اروپای رنسانس شاهد انتشار رساله‌های متعدد دیگری در مورد ویژگی‌های جادوگران، و راه‌های شناسایی، تعقیب و مجازات آن‌ها بود. این امر به تقویت و تداوم این دیدگاه که زنان گناهکاران خطرناک و فاسدان اخلاقی هستند و به دنبال فاسد کردن مردان هستند، کمک کرد. پتک جادوگران یک رساله نفرت‌انگیز دربارهٔ جادوگران است که در سال ۱۴۸۶ به‌دست هنریش کرمر (به انگلیسی Heinrich Kramer) یک مفتش عقاید وابسته به کلیسای کاتولیک نوشته شده و نخستین بار در ۱۴۸۷ در آلمان چاپ شده‌است. هدف اصلی مالوس کوشش برای رد استدلال‌هایی منسجم است که ادعا می‌کند جادوگری وجود خارجی ندارد. او کسانی که کوشش می‌کنند تا درباره واقعیت آن شک ایجاد کنند را کوبیده و ادعا می‌کند جادوگران بیشتر زن هستند نه مرد.

#### حمایت از تحصیل زنان
همه با دیدگاه منفی نسبت به زنان و محدودیت‌های اعمال‌شده بر آن‌ها موافق نبودند. سیمون دو بووار می‌گوید: «اولین باری که دیدم زنی قلمش را برای دفاع از جنسیتش به‌دست می‌گیرد» زمانی بود که در آغاز قرن پانزدهم کریستین دو پیزان نامه به خدای عشق (به فرانسوی: Épître au Dieu d'Amour) و کتاب شهر بانوان را نوشت. یکی از مردان مدافع زنان، هاینریش کورنلیوس آگریپا بود که آرای خود را در کتاب تعالی برتر زنان بر مردان نوشته است.
کاترین آراگون، نوشتن کتابی را به ژوان لوئیس ویوز سفارش داد که در آن عنوان می‌شد که زنان حق تحصیل دارند، و در آن زمان به‌عنوان همسر هنری هشتم، تحصیل را برای زنان در انگلستان تشویق کرده و رواج داد.
ویوز و به‌دنبال او رودولفوس آگریکولا، اومانیست دوران رنسانس، بیان کردند که دست‌کم زنان اشرافی باید آموزش ببینند. راجر آشام به ملکه الیزابت یکم لاتین و یونانی را آموزش داد و کمک کرد شعرهایی مانند «در خروج مسیو» را بنویسد. الیزابت یکم را دارای استعدادی بدون ضعف‌های زنانه، صنعت‌گری با پشت‌کار یک مرد که دارای بدن زنی ضعیف، اما دل و جرأت یک شاه است، می‌دانستند. تنها راهی که می‌توانست به‌عنوان یک حاکم ایده‌آل دیده شود، ویژگی‌های مردانه بود. زنی قدرتمند و موفق در رنسانس، مانند ملکه الیزابت، به‌نوعی به‌معنای مرد بودن بود؛ تصوری که پتانسیل زنان را به‌عنوان زن محدود می‌کرد.
زنان اشرافی شانس بیش‌تری برای تحصیل داشتند، اما سوادآموزی برای زنان طبقه پایین نیز غیرممکن نبود. زنی به نام مارگریتا که در دوران رنسانس زندگی می‌کرد، در ۳۰ سالگی خواندن و نوشتن را آموخت، و هیچ واسطه‌ای برای نامه‌های ردوبدل‌شده بین او و همسرش وجود نداشت. اگرچه مارگریتا از نقش‌های جنسیتی سرپیچی می‌کرد، اما نه برای تبدیل شدن به یک فرد روشن‌فکر، بلکه برای این‌که می‌خواست با به‌دست آوردن توانایی برقراری ارتباط مستقیم با شوهرش، همسر بهتری باشد، سواد آموخت.

#### زنان باسواد در اروپای مدرن اولیه
زنانی که سواد آموخته بودند، اغلب به استانداردهای بالایی در تحصیل دست یافتند و در دفاع از زنان و حقوق آن‌ها نوشتند. برای مثال، نویسنده ونیزی قرن شانزدهم مودستا دی پوزو دی فورتزی. نقاش ایتالیایی سوفونیسبا آنگیسولا (حدود ۱۵۳۲–۱۶۲۵) در خانواده‌ای روشن‌فکر در کرمونا متولد شد. او و خواهرانش مانند مردان آموزش دیدند و از پنج نفر آن‌ها چهار نفر نقاش حرفه‌ای شدند. سوفونیسبا از همه موفق‌تر بود و جایگاه خود را به‌عنوان نقاش دربار پادشاه اسپانیا فیلیپ دوم بالا برد.
سالن‌های معروف دوران رنسانس که بحث‌ها و سخنرانی‌های بزرگی برگزار می‌کردند به زنان اجازه برگزاری برنامه نمی‌دادند. این محرومیت از مجامع عمومی به مشکلاتی برای زنان تحصیل‌کرده تبدیل شد. اما علی‌رغم این محدودیت‌ها، بسیاری از زنان صدای ایده‌های جدید بودند. ایزوتا نوگارولا با دفاع از زنان در آثار زندگی‌نامه‌ای خود برای رد چنین زن‌ستیزی ادبی‌ای مبارزه کرد. او در این دوره زمانی فضایی برای صدای زنان ایجاد کرد و به‌عنوان یک روشن‌فکر زن مطرح شد. به همین ترتیب، لورا سرتا نقش زنان در جامعه را دوباره تجسم کرد و استدلال کرد که آموزش حق همه انسان‌ها است و گفت که خود زنان در عدم تضییع حقوق آموزشی مقصر هستند. کاساندرا فدله اولین کسی بود که به یک باشگاه مردانه پیوست و اعلام کرد که زن بودن مایه غرور است و برابری جنسیت‌ها ضروری است. زنان دیگری از جمله مارگارت روپر، مری باست و خواهران کوک با انجام ترجمه‌های مهم شناخته‌شده هستند. مودراتا فونته و لوکرزیا مارینلا از جمله اولین زنانی بودند که در آثار خود زبان مردانه را برای اصلاح بافت اجتماعی پست زنان به‌کار بستند. از طرفی مردان نیز دریافتند که برخی از زنان روشن‌فکر توانایی‌هایی دارند، از جمله در نوشتن زندگی‌نامه؛ مانند جاکوپو فیلیپو توماسینی.

#### دوره اصلاحات
دوره اصلاحات پروتستانی نقطه عطفی در توسعه حقوق زنان و تحصیل آن‌ها بود. از آن‌جایی که پروتستانتیسم بر تعامل مستقیم مؤمنان با خدا استوار بود، خواندن کتاب مقدس و دیگر کتاب‌های دعا به‌طور ناگهانی برای همه، از جمله زنان و دختران، ضروری شد. جوامع پروتستان شروع به تأسیس مدارسی کردند که در آن به پسران و دختران خانواده‌های عادی نیز سواد اولیه آموزش داده شود.
برخی از پروتستان‌ها، دیگر زنان را به‌عنوان گناهکاران ضعیف و شیطانی نمی‌دیدند، بلکه آن‌ها را همراهان شایسته مردان می‌دانستند که برای تبدیل شدن به انسان توانا نیاز به آموزش دارند.

### آمریکای استعماری اسپانیایی

#### ایندیا جولیانا

تصویر مدرن از ایندیانا جولیانا.

جولیانا، که بیشتر با نام ایندیا جولیانا شناخته می‌شود، نام مسیحی زنی گوارانی بود که در آسونسیون، در پاراگوئه استعماری، زندگی می‌کرد، و بین سال‌های ۱۵۳۸ و ۱۵۴۲ به‌دلیل کشتن یک مستعمره‌نشین اسپانیایی معروف بود. او یکی از بسیار زنان بومی بود که در اختیار استعمارگران اسپانیایی قرار می‌گرفتند و مجبور می‌شدند برای خدمت به آن‌ها و نیز بچه‌آوری در اختیارشان باشند. جولیانا ارباب اسپانیایی خود را مسموم کرد و از این کار به خود می‌بالید، و در نهایت برای درس عبرت سایر زنان بومی اعدام شد تا این کس دیگری این کار را انجام ندهد.
امروزه، ایندیا جولیانا یک پروتوفمینیست و نمادی از آزادی زنان در نظر گرفته می‌شود، و چهره او مورد توجه ویژه زنان پاراگوئه و تاریخ فمینیسم در جهان است. ایندیانا جولیانا توسط دانشگاهیان و فعالان پاراگوئه‌ای به‌عنوان بخشی از جریان «بازیابی فمینیستی و تبارنامه‌های زنانه» در آمریکای جنوبی، مادری شناخته می‌شود که قصد دارد از دیدگاه اروپامحور دور شود. همین اتفاق در اکوادور با دولورس کاکوانگو و ترانسیتو آماگوانیا در آند مرکزی با بارتولینا سیسا و میکائلا باستیداس، و در آرژانتین نیز با با ماریا رمدیوس دل واله و ژوانا آزوردای افتاده است. چندین گروه فمینیستی، مدرسه، کتابخانه و مرکز در پاراگوئه، برای حمایت از زنان به‌نام او نام‌گذاری شده‌اند و تصاویرش در تظاهرات سالانه روز جهانی زن و روز جهانی مبارزه با خشونت علیه زنان به‌صورت بنر حمل می‌شود.

#### سور خوانا اینس د لا کروز

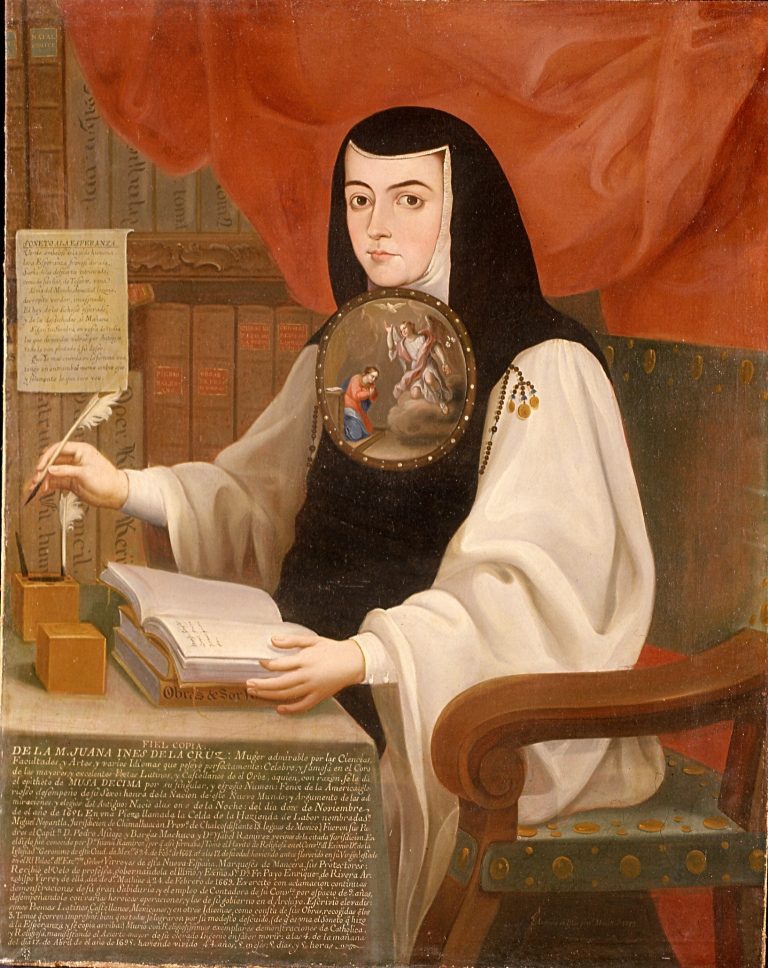
پروتوفمینیست سور خوانا اینس د لا کروز در سال ۱۷۷۲ به تصویر کشیده شد.

سور خوانا اینس د لا کروز یک راهبه در اسپانیای نو قرن هفدهم بود. او یک کریولایی بود، و فرزند نامشروع پدری اسپانیایی و مادری کریولایی بود. او بسیار باهوش بود و به‌صورت خودآموز در کتابخانه پدربزرگ ثروتمندش درس خوانده بود. سور خوانا به‌دلیل زن بودن از آموزش رسمی منع شد. او از مادرش خواست که به او اجازه دهد تا ظاهرش را مردانه کند و تحت پوشش مردانه به دانشگاه برود. پس از این‌که لئونور کارتو، نایب‌السلطنه، سور خوانا را زیر بال خود گرفت، نایب‌السلطنه، مارکیز دو مانسرا، به سور خوانا فرصتی داد تا خود را ثابت کند. او فراتر از انتظارات رفت و در نتیجه توسط دادگاه نایب‌سلطنتی مشروعیت یافته و به‌عنوان یک روشن‌فکر شهرت پیدا کرد.
به‌دلایلی که هنوز مورد بحث است، سور خوانا راهبه شد، و در صومعه زندگی می‌کرد. با به رسمیت شناختن دین‌شناسان زن، انتقاد از ساختارهای پدرسالارانه و کلیسای استعماری، و انتشار نوشته‌هایش، که خود را به‌عنوان یک مرجع معرفی می‌کرد، به یک چهره بحث‌برانگیز تبدیل شد. سور خوانا همچنین از آموزش جهانی و حقوق زبان دفاع کرد. او به‌عنوان یک پروتوفمینیست، در الهیات فمینیستی و اکوفمینیست نیز شناخته‌شده است، و با لزبین فمینیسم در ارتباط است.

### قرن ۱۷

#### عدم انطباق، حمایت و بازسازی
ماری دو گورنای (۱۵۶۵–۱۶۴۵) چاپ سوم مقالات میشل دو مونتنی را پس از مرگ وی ویرایش کرد. او همچنین دو مقاله فمینیستی با نام‌های برابری زن و مرد (۱۶۲۲) و شکایت بانوان (۱۶۲۶) نوشت. در سال ۱۶۷۳، فرانسوا پولن دو لابار در تساوی دو جنس (به فرانسوی: De l'Ėgalité des deux sexes) را نوشت.
در قرن هفدهم، بسیاری از فرقه‌های دگراندیش پروتستان مانند کوئیکرها به زنان آزادی بیان بیش‌تری دادند. از نویسندگان مشهور آن می‌توان به راشل اسپگت، کاترین ایوانز، سارا چیورز، مارگارت فال (یکی از بنیان‌گذاران کویکر)، مری فورستر و سارا بلک بورو اشاره کرد. این امر در دهه‌های اولیه کوئیکریسم به برخی از خدمتگزاران کلیسا و نویسندگان زن مانند مری مولینوکس و باربارا بلاگدون شهرت بخشید.
به‌طور کلی، زنانی که در مورد دین موعظه می‌کردند یا نظرات خود را ابراز می‌کردند، در خطر اتهام به جنون یا جادوگری بودند، و بسیاری از آن‌ها، مانند آن اسکیو به‌دلیل بدعت در آتش سوزانده شدند.

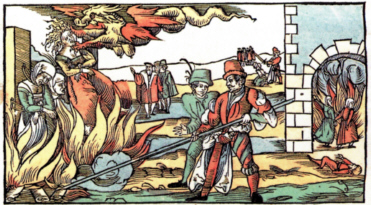
سوزاندن جادوگران

در فرانسه و انگلستان، ایده‌های فمینیستی به جای ارتدوکس، ویژگی‌های هترودوکسی داشتند؛ مانند والدوسی‌ها و کاتاریست‌ها. برابری‌طلبی مذهبی، مانند آنچه که برابرسازان اعتقاد داشتند، به برابری جنسیتی تغییر یافت و بنابراین پیامدهای سیاسی داشت. زنان برابرساز تظاهرات و طومارهایی برای حقوق برابر ترتیب دادند، اگرچه با مخالفت مقامات آن روز روبه‌رو شد.
قرن هفدهم همچنین شاهد ظهور نویسندگان زن بیش‌تری مانند ان بردستریت، باتسوآ مکین، مارگارت کاوندیش، دوشس نیوکاسل، مری راث، یوجنیا (تخلص)، مری چادلی و مری آستل بود که تحصیل زنان را خواستار بودند و دیدشان را تغییر می‌دادند. در سوئد، زنانی مانند سوفیا الیزابت برنر و بیاتا روزنهان، امروزه به‌عنوان پروتوفمینیست معروف هستند. آن‌ها با خصومت مردان روبه‌رو شدند و آثارشان تا قرن بیستم منتشر نشد.
فرانسه در قرن هفدهم شاهد ظهور اجتماعات و محافل ادبی - محل تجمع طبقه روشن‌فکر طبقه بالا - بود که توسط زنان اداره می‌شد و به‌عنوان هنرمند در آن شرکت می‌کردند. با آن‌که زنان عضو محافل ادبی می‌شدند، اما در پس‌زمینه می‌ماندند و می‌نوشتند «اما نه برای [انتشار]». ژان-ژاک روسو علی‌رغم نقش محدود زن‌ها در محافل ادبی، آن‌ها را «تهدیدی برای سلطه «طبیعی» مردان می‌دانست».
مری آستل اولین نویسنده فمینیست توصیف می‌شود. او یکی از اولین نویسندگان فمینیست انگلیسی بود که تحلیل‌هایش امروز نیز مرتبط هستند و با تأسیس مؤسسات آموزشی برای زنان، از نویسندگان قبلی فراتر رفت. استل و افرا بن با هم پایه‌های نظریه فمینیستی را در قرن هفدهم بنا نهادند. تا یک قرن بعدتر هیچ زنی به این شدت سخن نگفت. در گزارش‌های تاریخی، آستل تحت‌الشعاع دوست و خبرنگار جوانش، لیدی مری وورتلی مونتاگو قرار می‌گیرد.
تسکین ارزش‌های اجتماعی و سکولاریزاسیون در احیای پادشاهی انگلستان فرصت‌های جدیدی را برای زنان در هنر فراهم کرد، و آن‌ها از این موقعیت برای پیش‌برد اهداف خود استفاده کردند. نمایش‌نامه‌نویسان زن، از جمله کاترین تروتر کاکبرن، مری مانلی و مری پیکس، با خصومت همیشگی مردان مواجه شدند. افرا بن، یکی از اولین زنان انگلیسی بود که به‌عنوان نویسنده امرار معاش می‌کرد، و به‌عنوان یک رمان‌نویس، نمایش‌نامه‌نویس و مبلغ سیاسی تأثیرگذار بود. اگر چه بن در طول زندگی خود موفق بود، اما اغلب توسط نویسندگان قرن هجدهم مانند هنری فیلدینگ و ساموئل ریچاردسون مورد انتقاد قرار می‌گرفت. به همین ترتیب، جولیا کاوانا، منتقد قرن نوزدهمی، گفت «به‌جای این‌که [بن] مرد را به معیارهای اخلاقی زنان ارتقا دهد، به سطح سیر و سلوک مرد فروکاسته است». تا قرن بیستم، بن خوانندگان و منتقدان بیش‌تری را به خود جلب نکرد. ویرجینیا وولف او را تحسین کرد: «زنان باید با هم گل‌ها بر قبر افرا بن بریزند… زیرا او بود که به آن‌ها حق داد تا نظر خود را بیان کنند.»
بیش‌تر نویسندگان فمینیست در قاره اروپا مانند مارگریت دو ناوار، ماری دو گورنای و آنا ماریا ون شورمن به زن‌ستیزی حمله کردند و آموزش زنان را ترویج کردند. در سوئیس، اولین نشریه چاپ‌شده توسط یک زن با نام «مسئولیت پذیری ایمان»، در سال ۱۶۹۴ و در هورتنسیا فون موس منتشر شد، و علیه این ایده که زنان باید ساکت بمانند مطالبی منتشر کرد. یک سال پیش از آن رساله‌ای ناشناس به نام رز آزادی (Rose der Freyheit) منتشر شد که نویسنده آن سلطه مردان و سوءاستفاده از زنان را محکوم می‌کرد.
راهبه مکزیکی، خوانا اینس د لا کروز (۱۶۵۱–۱۶۹۵)، در مقاله خود «پاسخ به سور فیلوتیا» به فراگیری تحصیل زنان اشاره کرد. در پایان قرن هفدهم، صدای زنان به‌طور فزاینده‌ای توسط زنان تحصیل‌کرده شنیده می‌شد. ادبیات در دهه‌های پایانی قرن «نبرد جنسیت‌ها» نامیده می‌شد، و مانند کتاب همنشین زن جوانمرد اثر هانا وولی بحث‌انگیز بود،

### قرن ۱۸ و ۱۹

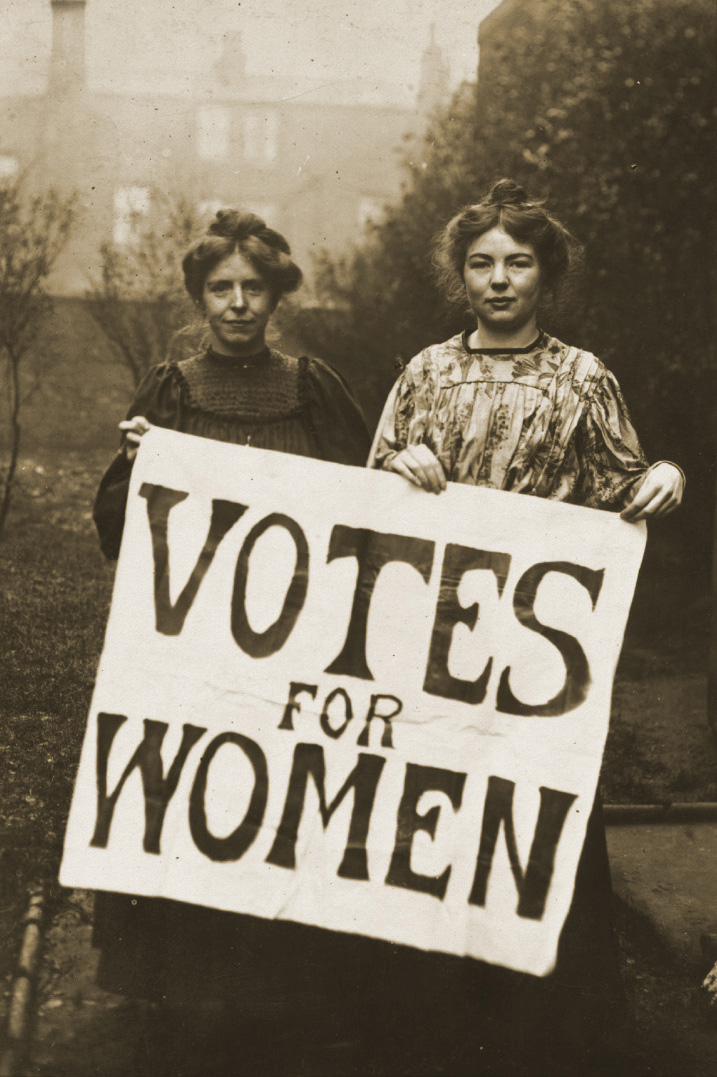
اِنی کِنی و کریستابل پَنک‌هِرست در کمپینی برای حق رأی زنان

از اواخر قرن ۱۸ و در سراسر قرن ۱۹، حقوق زن به‌عنوان یک مفهوم و ادعا، اهمیت سیاسی، اجتماعی و فلسفی روند رو به رشدی در اروپا پیدا کرد. جنبش‌هایی پدید آمدند که خواستار آزادی مذهب، لغو برده‌داری، حقوق زنان، حقوق کسانی که دارایی نداشتند، و حق رأی همگانی بودند. در اواخر قرن ۱۸، مسئله حقوق زنان در بحث‌های سیاسی در فرانسه و بریتانیا پا گرفت. در آن زمان برخی از بزرگ‌ترین متفکران روشن‌گری، که از اصول دموکراتیک برابری دفاع می‌کردند و این عقیده را به چالش می‌کشیدند که افراد معدودی باید بر اکثریت مردم حکومت کنند، و معتقد بودند که این اصول باید فقط در مورد جنسیت خودشان اعمال شود. برای مثال، ژان ژاک روسو، فیلسوف، می‌پنداشت که این امر طبیعت است که زنان باید از مردان اطاعت کنند. او نوشته است: «زنان برای شکایت از نابرابری قوانین خودنوشته، اشتباه می‌کنند»

## ایران
جریان‌های فعال زنان در دوره جنبش مشروطه شکل گرفت، که چند دهه پس از شکل‌گیری فمینیسم موج اول بود. در این دوره انجمن‌های سری و نیمه‌سری زیادی در ایران به وجود آمدند و انجمن‌های زنان نیز به‌طور مخفیانه شکل گرفتند که در جنبش مشروطه شرکت می‌کردند و بعدها، در سال‌های پس از تشکیل مجلس و جنگ جهانی دوم سازمان‌هایی تأسیس شدند که به حقوق زنان می‌پرداختند.
تا سال ۱۲۵۰ هیچ مسلمانی به مدارس جدید وارد نمی‌شد، اما در این سال، یعنی زمان سلطنت ناصرالدین‌شاه قاجار که در سخنرانی خود از این مدارس حمایت کرد. پس از آن بود که تعدادی از دختران ده الی پانزده ساله وارد مدارس دخترانه جدید شدند.
پایه دیگر بحث مسائل زنان را باید در اعزام دانشجو به خارج پیگیری کرد. این دانشجویان در کشورهای اروپایی متوجه فضای جدیدی می‌شدند که نظم دقیقی را ایجاد می‌کرد، اما در ایران وضعیت آشفته حکومت قاجار به جدایی بخش‌هایی از کشور در زمان فتحعلی‌شاه و ناصرالدین‌شاه منجر شده بود. آن‌ها در بازگشت به ایران، بنیان‌گذار جریان‌هایی مانند لژهای فراماسونری می‌شدند. در زمان ناصرالدین‌شاه؛ گروهی از تحصیل‌کردگان غرب در زمان ناصرالدین‌شاه برای تأسیس چنین لژها و انجمن‌هایی درخواست مجوز کردند که با مخالفت روبه‌رو شدند و در نتیجه به فعالیت‌های زیرزمینی روی آوردند. برخی از زنان نیز عضو این انجمن‌ها بودند یا دست‌کم در آن‌ها رفت‌وآمد می‌کردند؛ برای مثال دو تن از دختران ناصرالدین‌شاه عضو انجمن اخوت، که گرایش‌های صوفیانه داشت، بودند. کسانی هم بودند که گرایش فراماسونری داشتند. این در حالی بود که این مسئله در آن زمان اصلاً معمول نبود. آن‌ها بی‌حجاب در جلسه‌های این انجمن‌ها حاضر می‌شدند. یکی از کسانی که اولین انجمن زنانه را راه‌اندازی کرد، «محترم اسکندری» بود. پدر اسکندری از مؤسسان اولین لژهای فراماسونری بود. محترم اسکندری در دوره جوانی به این انجمن‌ها رفت‌وآمد می‌کرد و در بحث‌هایی که دربارهٔ جوامع مدرن و مسائل زنان مطرح بود شرکت می‌نمود.

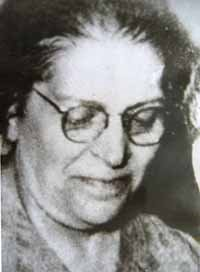
صدیقه دولت‌آبادی، از نخستین فعالان حقوق زنان در ایران و بنیان‌گذار نخستین نشریه زنان به زبان فارسی

همچنین جریان بابیت در طی تاریخ، خود را جریان روشنفکری معرفی می‌کرد و کسانی که بعداً جزو فعالان زنان بودند مانند «صدیقه دولت‌آبادی» ــ که وصیت کرده بوده هیچ نمازخوان و باحجابی حق ندارد بالای سر جنازه او بیاید ــ به بابیت گرایش داشته‌اند.
همچنین جریان بابیت و بهائیت عامل مهمی در بررسی تحولات مسائل زنان پس از مشروطیت محسوب می‌شود؛ زیرا با زیر سؤال بردن احکام شرعی، رابطه میان زن و مرد را به چالش کشید و پس از برقراری نظام مشروطیت بعضی از زنان پیرو بهائیت مانند «طائره خانم» (خانم دانشمند) در نشریات قلم می‌زدند و احکام شرعی را زیر سؤال می‌بردند. صدیقه دولت‌آبادی، که وصیت کرده بوده هیچ نمازخوان و باحجابی حق ندارد بالای سر جنازه او بیاید نیز به بابیت گرایش داشته است.
عامل دیگر جریان روزنامه‌نگاری است که آن را هم روشن‌فکران از فرنگ‌برگشته پایه‌گذاری کردند. اولین نشریه ایرانی نشریهفارسی‌زبان عهد محمدشاه قاجار بود که کاغذ اخبار نام داشت و میرزا صالح شیرازی، که تحصیل‌کرده اروپا بود، در سال ۱۲۱۶ (۱۸۳۷ میلادی) آن را منتشر کرد؛ البته او پس از مدتی به‌دلیل فعالیت‌های سیاسی‌اش کشته شد. پس از آن امیرکبیر در سال ۱۲۲۸ به انتشار روزنامه وقایع اتفاقیه دست زد. اولین نشریه زنان به نام «دانش» در سال ۱۲۸۹ (۱۹۱۰ میلادی)، یعنی پس از برقراری نظام مشروطیت ــ تقریباً بیست سال پس از تولد اولین نشریه زنانه در اروپا (به‌سال ۱۸۹۰ میلادی در آلمان) ــ منتشر شد. مسئولیت این نشریه را همسر دکتر کحّال، که از فرنگ برگشته بود، برعهده داشت. او ایده‌های خود را به وسیله این نشریه بیان می‌کرد؛ در واقع در این روزنامه‌ها قشر تحصیل‌کرده دیدگاه‌های خود را نشر می‌دادند.